# Чолфронт (Пенсилванија)
Чолфронт (енгл. Chalfont) град је у америчкој савезној држави Пенсилванија.

## Демографија
По попису из 2010. године број становника је 4.009, што је 109 (2,8%) становника више него 2000. године.
| Група             | 2000.         | 2010.         |
| Белци             | 3.726 (95,5%) | 3.718 (92,7%) |
| Афроамериканци    | 41 (1,1%)     | 57 (1,4%)     |
| Азијати           | 58 (1,5%)     | 121 (3,0%)    |
| Хиспаноамериканци | 45 (1,2%)     | 68 (1,7%)     |
| Укупно            | 3.900         | 4.009         |